# Shah-Arman

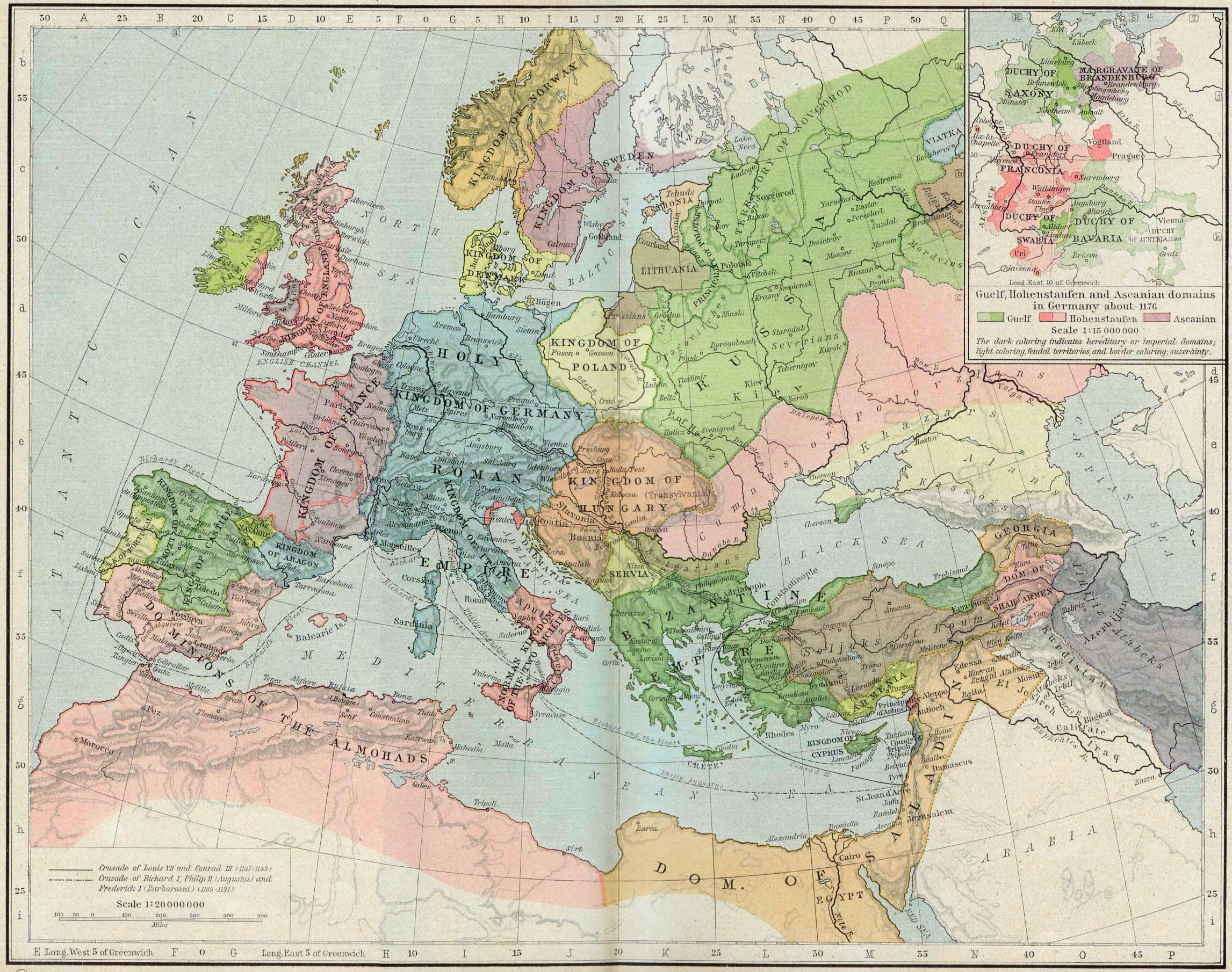
Shah Armen (area del Caucaso)

Gli Shah-Arman (lett. "Re di Armenia", in turco Ermenşahlar), noti anche come Ahlatshah (lit. "Governatori di Ahlat", in turco Ahlatşahlar) furono un beilicato turcomanno dell'XI e del XII secolo fondato dopo la battaglia di Manzikert (1071) e centrato ad Ahlat, sulla sponda nord-occidentale del lago di Van. Questa regione comprendeva la maggior parte delle odierne province Bitlis e Van e parti delle province di Batman, Muş, Siirt e Diyarbakır.
La dinastia è talvolta chiamata anche Sökmenli in riferimento al fondatore del principato, Sökmen el-Kutbî, letteralmente "Sökmen lo schiavo", uno dei comandanti dei selgiuchidi Alp Arslan. L'Ahlatshah Sökmenli non deve essere confuso con il ramo Artuqide di Sökmenli, che si stabilì a Hasankeyf approssimativamente durante lo stesso periodo.
Un altro titolo assunto da Sökmen e dai suoi discendenti, come eredi dei principi armeni locali, secondo Clifford Edmund Bosworth, era il titolo persiano Shah-i Arman ("Scià dell'Armenia"), spesso reso Ermenshahs. Questo nome dinastico, che i governanti turkmeni adottarono, fu stabilito attraverso la "composizione etnica e la storia politica" della regione che governavano, la quale era principalmente armena.
Il beilicato fu fondato dal comandante degli schiavi turkmeni Sökmen che rilevò Ahlat (Khliat o Khilat) nel 1100. Gli Ahlatshah erano strettamente legati alle istituzioni selgiuchidi, sebbene seguissero anche politiche indipendenti come le guerre contro la Georgia in alleanza con i loro vicini del nord, i saltuqidi. Inoltre acquisirono legami con il ramo della dinastia artuqide con sede a Meyyafarikin (oggi Silvan ), rientrando all'interno di un legame di principati turkmeni nell'Alta Mesopotamia e nell'Anatolia orientale.
Gli Ahlatshah raggiunsero il loro periodo più brillante sotto il regno di cinquantasette anni di Sökmen II (1128–1185). Era sposato con una parente (figlia o sorella) del sovrano saltukide Saltuk II. Poiché Sökmen II non aveva figli, il beilicato fu sottoposto da una serie di comandanti schiavi dopo la sua morte. Nel 1207, il beilicato fu rilevato dagli ayyubidi, che avevano a lungo agognato Ahlat. Gli ayyubidi erano giunti in città su invito del popolo di Ahlat dopo che l'ultimo sovrano di Sökmenli era stato ucciso da Tuğrulshah, il sovrano (melik) di Erzurum per conto del Sultanato di Rum e fratello del sultano Kayqubad I.
Gli Ahlatshah hanno lasciato un gran numero di lapidi storiche dentro e intorno alla città di Ahlat. Gli amministratori locali stanno cercando di inserire le lapidi patrimonio dell'umanità dell'UNESCO.

## Elenco degli Shah-Armen
- Sökmen I (1100-1111)
- Zahireddin İbrahim (1111-1127)
- Ahmet (1127-1128)
- Nasireddin Muhammed Sökmen II (1128-1185)
- Seyfettin Beytemür (1185–1193)
- Bedreddin Aksungur (1193–1198)
- Şücaüddin Kutluğ (1198)
- Melikülmansur Muhammed (1198-1206)
- Izzeddin Balaban (1206-1207)

## Galleria d'immagini

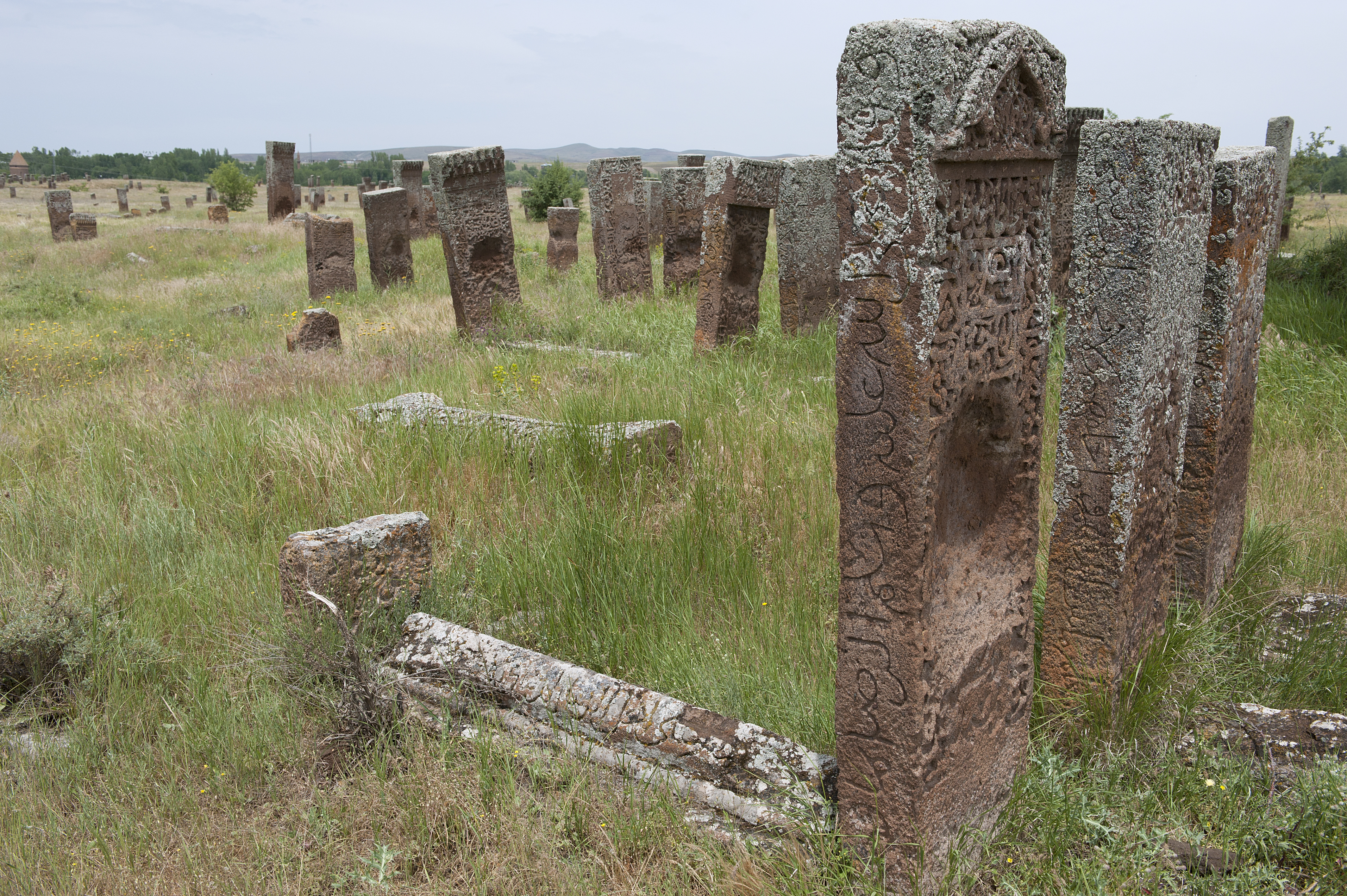
Lapidi di Ahlat
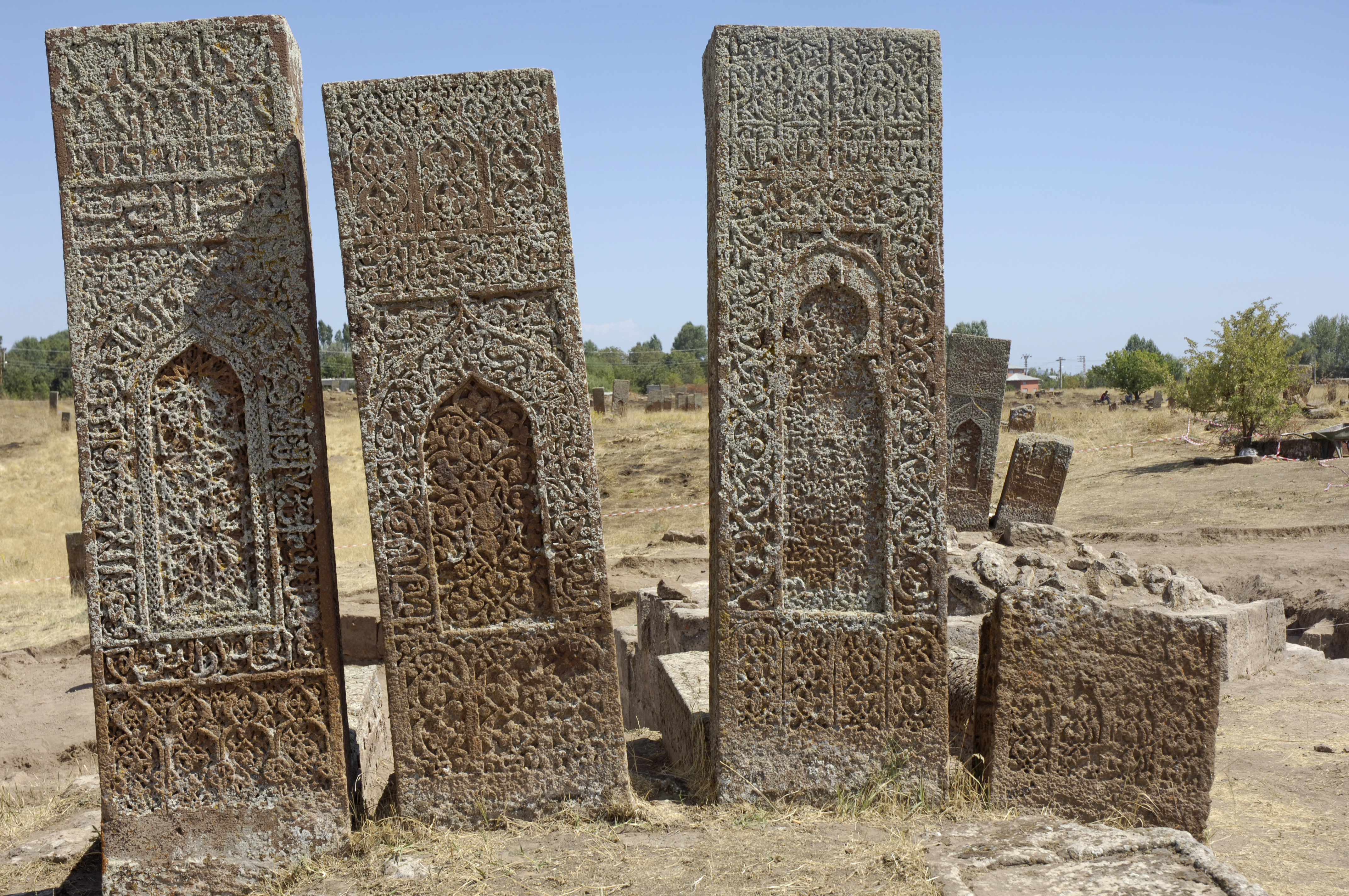
Lapidi di Ahlat
Lapide di Ahlat
Particolare della pietra tombale di Ahlat
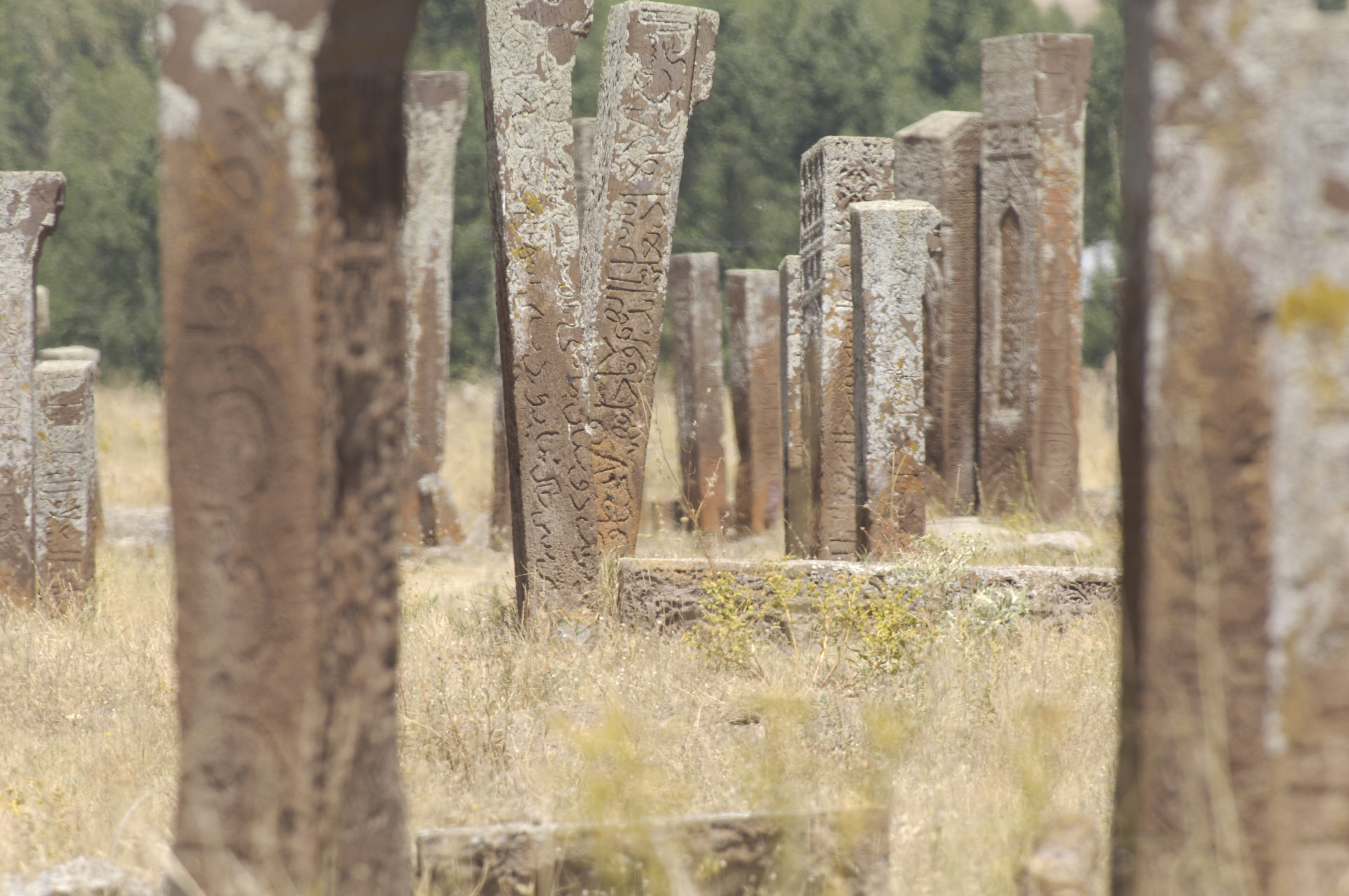
Lapide di Ahlat
Lapide di Ahlat
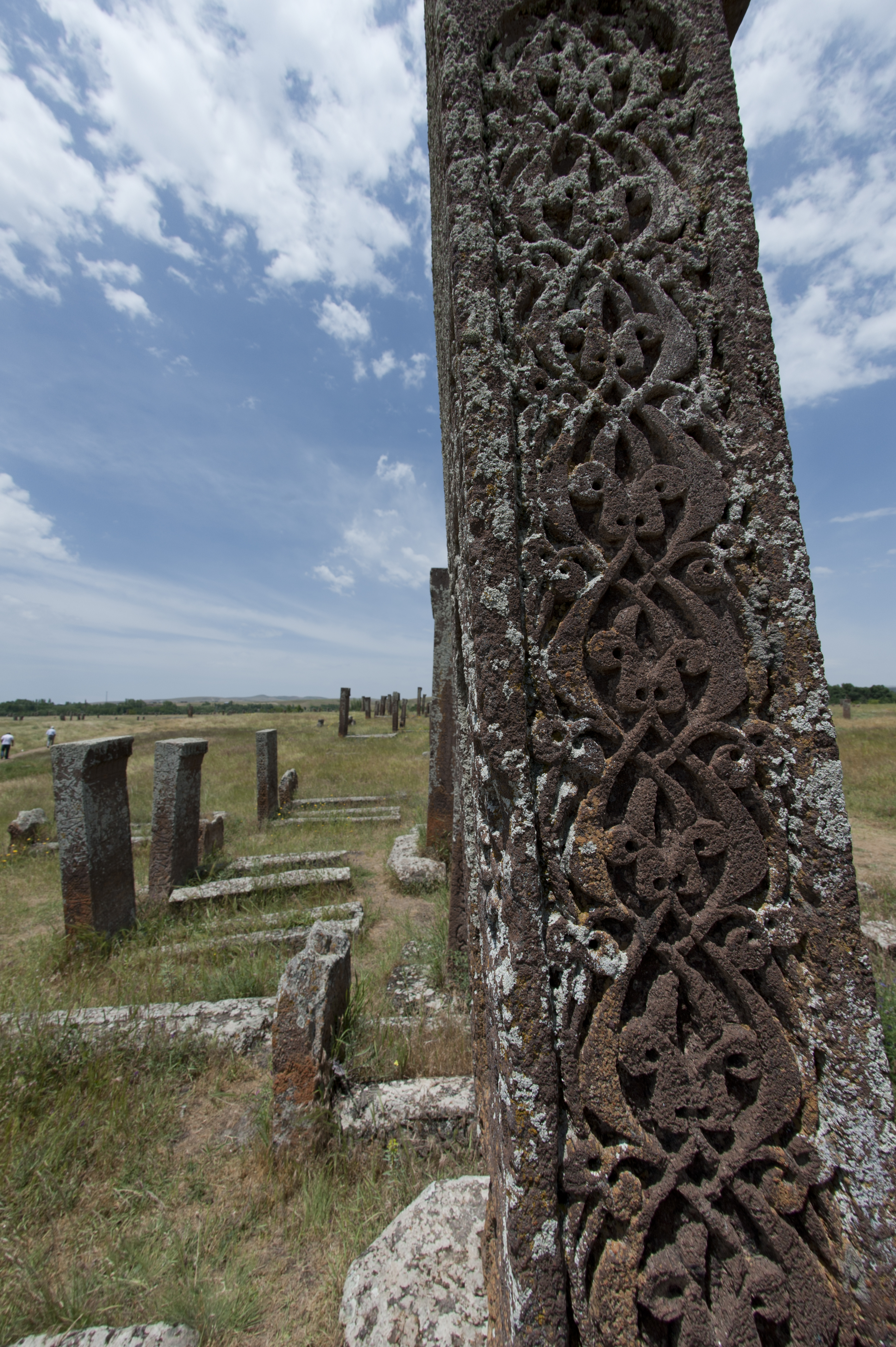
Lapide di Ahlat
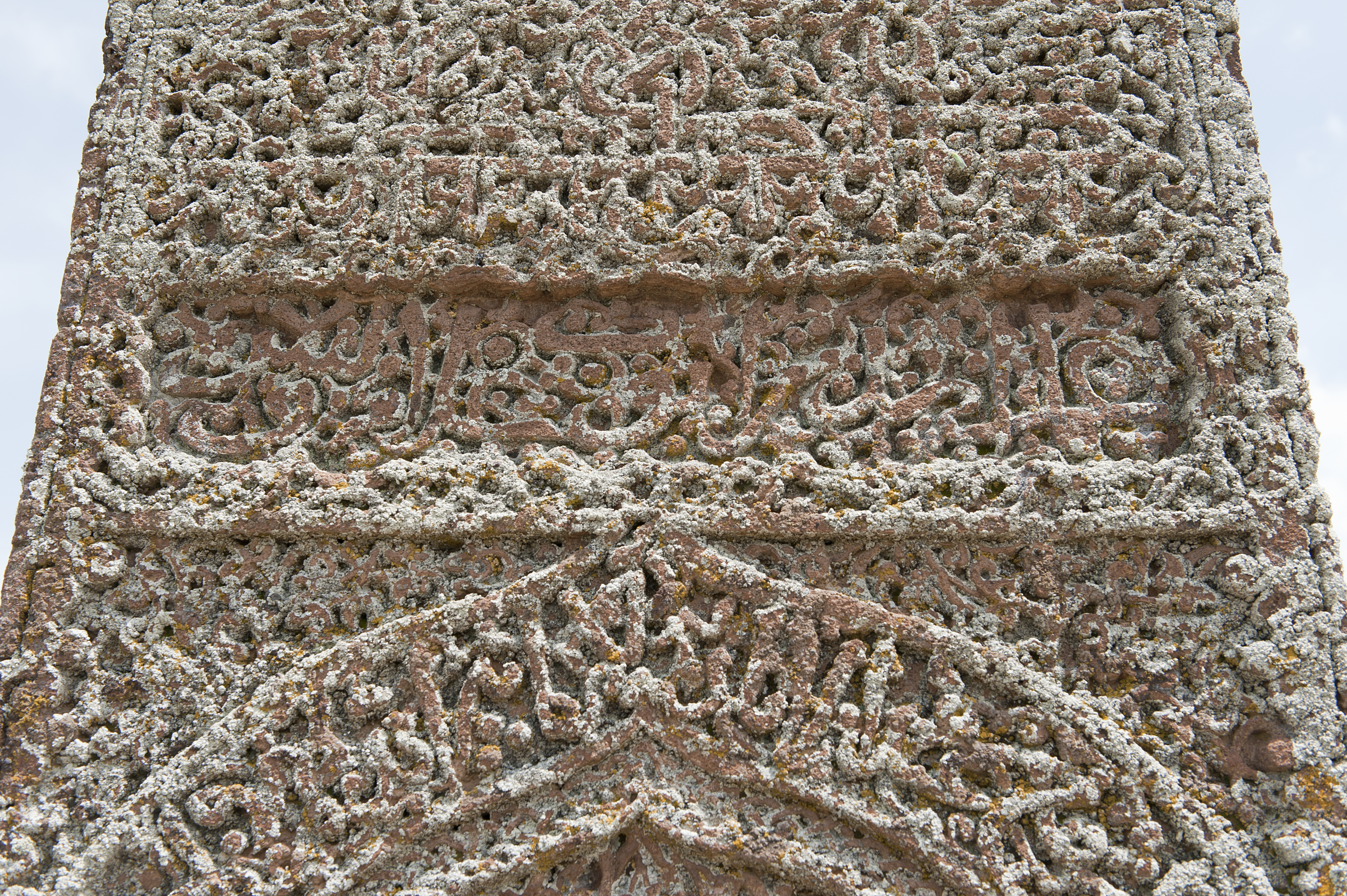
Lapide di Ahlat